# Susan Ward
Susan Ward (Monroe, Louisiana, 1976. április 15. –) amerikai színésznő és modell.

## Fiatalkora
A Louisiana állambeli Monroe-ban született. A monroe-i Ouchita Paris High Schoolba járt, majd a szintén monroe-i River Oaks High School tanulója volt, ahol leérettségizett. Ezután a Northeast Louisana University (ma University of Lousiana at Monroe) hallgatója volt egy évig, mielőtt a színészet mellett döntött.

## Pályafutása
13 évesen az iskolát elhagyva kezdett modellkedni. New Yorkba költözött, évekkel később eldöntötte, hogy színészettel szeretne foglalkozni. Feltűnt az All My Children című szappanoperában 1995-ben. Beválogatták az NBC Malibui szívtiprók című, rövid életű főműsoridős tinidrámájának szereplői közé.
1996 végén Ward Aaron Spelling Sunset Beach című szappanoperájában kap szerepet, melyben a szűzies Meg Cummingst alakította. A Sunset Beach-et 1997-től 1999-ig sugározták. 1999-ben filmes karrierjét is szerette volna beindítani, így szerepelt a Veszélyes körök című erotikus thrillerben. A film kereskedelmi szempontból megbukott, de a kábelcsatornákon és VHS-en némileg sikeres volt. A következő évben Ward A nagyon nagy ő című film egyik mellékszerepét játszotta el. Ezenkívül számos közvetlen DVD-kiadásra szánt filmben vállalt szerepet és különböző TV-műsorokban játszott vendégszerepet, pl. a Jóbarátok egy epizódjában is.
2009-ben az ABC Family Make It or Break It drámasorozatában Chloe Kmetko szerepét kapta meg. A sorozat első két évadjában ő volt az egyik főszereplő.

## Magánélete
David C. Robinsonhoz, a Morgan Creek Productions filmstúdió alelnökéhez ment feleségül. A Veszélyes körök castingján találkoztak 1999-ben. 2005. június 4-én házasodtak össze. Dr. Wayne Keltner, a menyasszony egyik barátja vezette a szertartást. Az első gyermekük, Cameron 2013. július 14-én született. Wardnak van egy testvére, Michael Ward.

## Fordítás
- Ez a szócikk részben vagy egészben  a   Susan Ward című angol Wikipédia-szócikk fordításán alapul.  Az eredeti cikk szerkesztőit annak laptörténete sorolja fel. Ez a jelzés csupán a megfogalmazás eredetét és a szerzői jogokat jelzi, nem szolgál a cikkben szereplő információk forrásmegjelöléseként.